# Lợn bướu thông thường
Lợn bướu thông thường (Phacochoerus africanus) là một loài lợn hoang thuộc họ Lợn, bộ Guốc chẵn. Loài này được Gmelin mô tả năm 1788, chúng thường sinh sống ở thảo nguyên, xavan, rừng thưa ở châu Phi hạ Sahara. Trước đây nó thường được xem là một phân loài của P. aethiopicus, nhưng ngày nay các nhà khoa học chỉ giới hạn với loài lợn bướu sa mạc của bắc Kenya, Somalia, và phía đông Ethiopia.

## Miêu tả

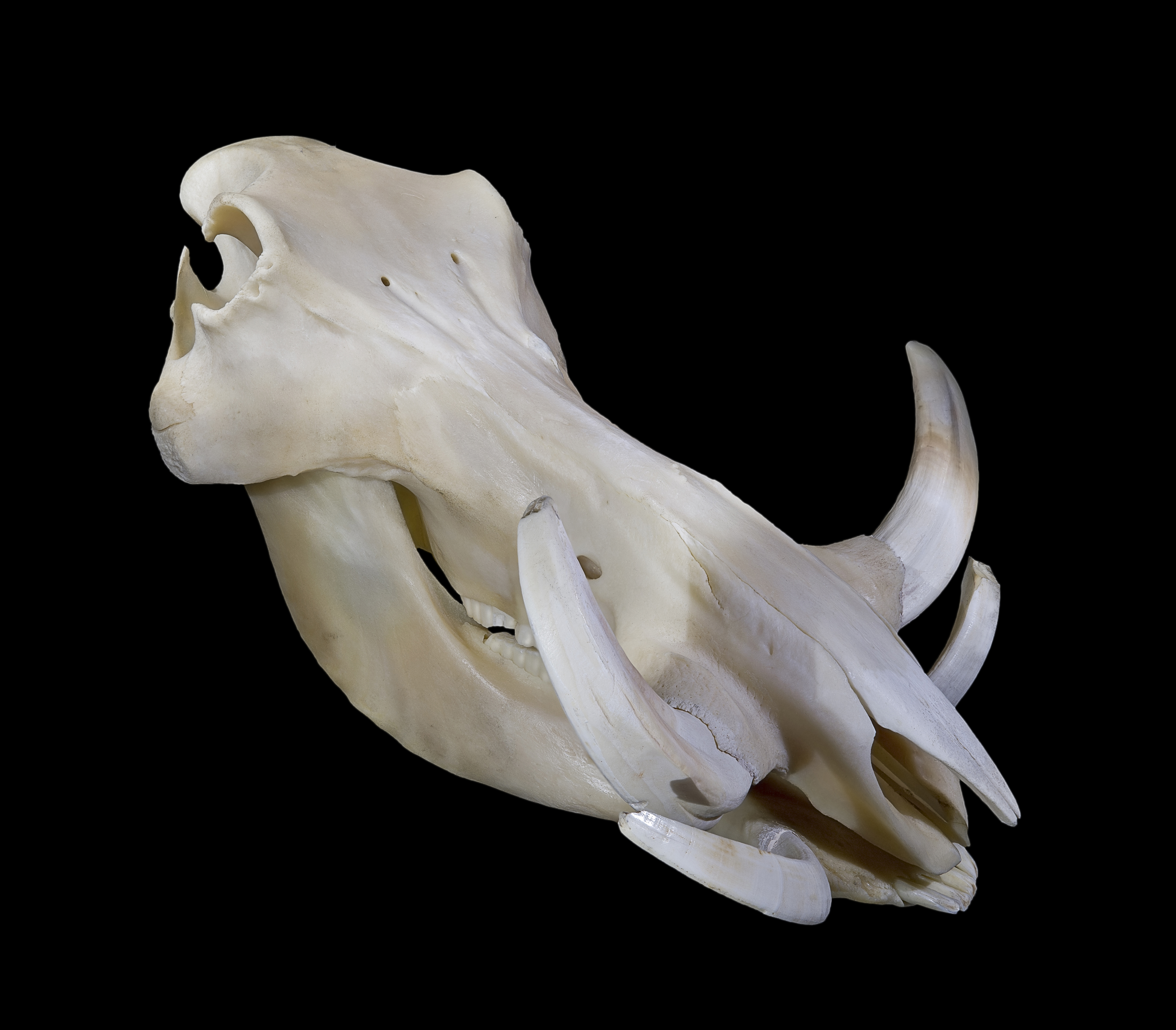
Sọ

Lợn bướu thông thường là một loài có kích thước trung bình, với chiều dài đầu và thân từ 0,9 đến 1,5 m (3,0 đến 4,9 ft), và chiều cao vai từ 63,5 đến 85 cm (25,0 đến 33,5 in). Con cái, cân nặng 45 đến 75 kg (99 đến 165 lb), thường nhỏ và nhẹ hơn một chút so với con đực, với cân nặng 60 đến 150 kg (130 đến 330 lb). Lợn bướu thông thường nổi bật với hai cặp răng nanh nhô ra khỏi miệng và cong lên phía trên.
Cặp răng dưới, ngắn hơn nhiều so với cặp răng trên, bị mài và trở nên sắc như dao cạo khi chúng cọ sát vào cặp răng trên mỗi lần chúng mở và ngậm miệng. Phần trên răng nanh có thể dài đến 25,5 cm (10,0 in) và có mặt cắt ngang hình elip rộng, sâu khoảng 4,5 cm (1,8 in) và rộng khoảng 2,5 cm (0,98 in). Một răng nanh cong 90° hay cong nhiều hơn từ chân răng, và sẽ không nằm thẳng khi người ta đặt chúng trên bàn, vì nó cong một chút về phía sau khi nó phát triển. Răng nanh không được chúng sử dụng để đào đất, nhưng được sử dụng để chiến đấu với những con lợn khác, và trong phòng thủ chống lại kẻ săn mồi - răng nanh dưới có thể gây ra vết thương nghiêm trọng.
Răng nanh của lợn bướu thông thường được lấy từ răng nanh mọc liên tục. Răng nanh được chạm khắc chủ yếu cho mục đích thương mại du lịch ở phía đông và phía nam Châu Phi.
Đầu của lợn bướu thông thường là lớn, với một bờm kéo dài xuống cột sống đến giữa lưng. Lông thưa thớt che kín cơ thể. Màu của nó thường là đen hoặc nâu. Đuôi dài và kết thúc với một búi lông. Lợn bướu thông thường không có mỡ dưới da và bộ lông thưa thớt, khiến chúng dễ bị mẫn cảm với nhiệt độ môi trường khắc nghiệt.

## Phân loài
| Hình | Phân loài                                                | Phân bố |
| ---- | -------------------------------------------------------- | --- |
|      | Lợn rừng Nolan/phương Bắc (P. a. africanus) Gmelin, 1788 | Benin, Burkina Faso, Cameroon, Cộng hoà Trung Phi, Tchad, Cộng hoà Dân chủ Congo, Ethiopia, Gambia, Ghana, Guiné-Bissau, Bờ Biển Ngà, Mauritanie, Nigeria, Sénégal, Nam Sudan, Sudan, Togo |
|      | Lợn rừng Eritrea (P. a. aeliani) Cretzschmar, 1828       | Eritrea, Ethiopia, Djibouti, Somalia |
|      | Lợn rừng Đông/Trung Phi (P. a. massaicus) Lönnberg, 1908 | Burundi, Kenya, Rwanda, Tanzania, Uganda |
|      | Lợn rừng phương Nam (P. a. sundevallii) Lönnberg, 1908   | Angola, Botswana, Eswatini, Malawi, Mozambique, Namibia, Nam Phi, Zambia, Zimbabwe |

## Sinh học

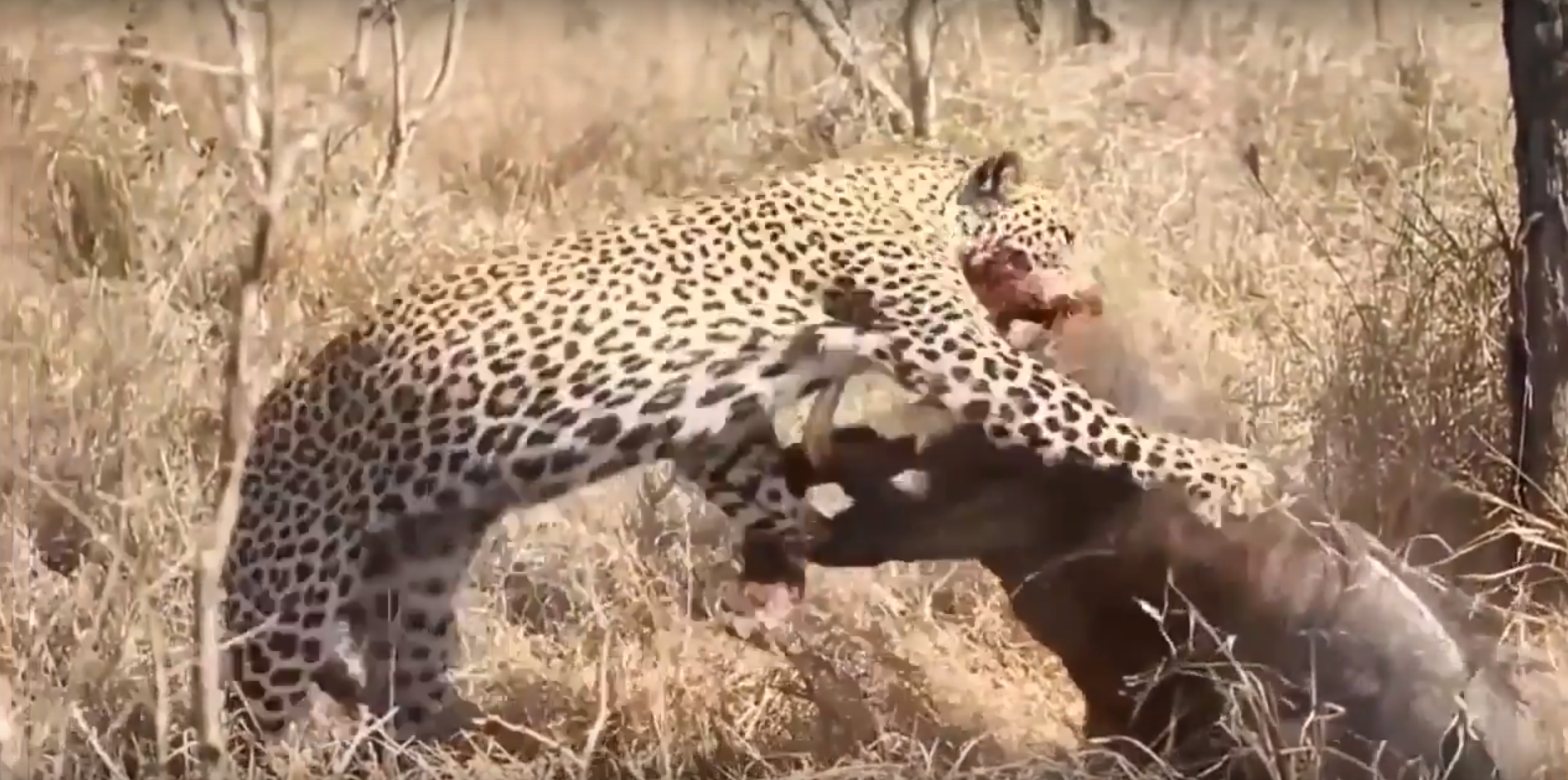
Lợn bướu thông thường chiến đấu với một báo hoa mai

Lợn bướu thông thường là loài lợn duy nhất thích nghi với môi trường có bãi cỏ và trảng cỏ. Chúng là loài ăn tạp, chúng ăn cỏ, rể cây, quả mọng và các loại trái cây, vỏ cây, nấm, côn trùng, trứng và xác chết. Chế độ ăn thay đổi theo mùa, tùy thuộc vào sự sẵn có của các loại thực phẩm khác nhau. Trong mùa mưa, chúng gặm những cây cỏ lâu năm ngắn. Trong mùa khô, chúng dựa vào thức ăn là củ, thân rễ và rễ giàu dinh dưỡng.
Chúng là những kẻ đào đất mạnh mẽ, sử dụng cả mõm và chân. Trong khi kiếm ăn, chúng thường uốn cong bàn chân trước về phía sau và di chuyển trên khuỷu chân. Phần da dày đệm bảo vệ khuỷu chân trong quá trình vận động như vậy hình thành khá sớm trong quá trình phát triển của thai nhi. Mặc dù chúng có thể tự đào hang của mình, nhưng chúng thường chiếm những hang bị những con lợn đất bỏ hoang và của các loài động vật khác. Lợn bướu thông thường thường nằm quay đầu ra cửa hang và sẵn sàng chạy vọt ra nếu cần thiết. Chúng thường ngâm mình trong bùn để đối phó với nhiệt độ cao và rúc vào nhau để đối phó với nhiệt độ thấp.
Mặc dù có khả năng chiến đấu (những con đực hung hăng chiến đấu với nhau trong mùa giao phối), nhưng cách phòng thủ chính của chúng là chạy trốn bằng cách chạy nước rút nhanh. Những kẻ săn mồi chính của loài lợn này là con người, sư tử, báo hoa mai, báo săn, cá sấu, chó hoang và linh cẩu. Các loài chim săn mồi như cú đại bàng Verreaux và đại bàng Martial đôi khi săn bắt lợn con. Tuy nhiên, nếu lợn mẹ đang nuôi con nhỏ, chúng bảo vệ đàn con rất hung hăng. Đôi khi, lợn mẹ rượt đuổi và thậm chí làm bị thương những kẻ săn mồi lớn. Chúng cũng cho phép cầy mangut vằn và khỉ chải lông chúng để loại bỏ ve bét.

## Hình ảnh

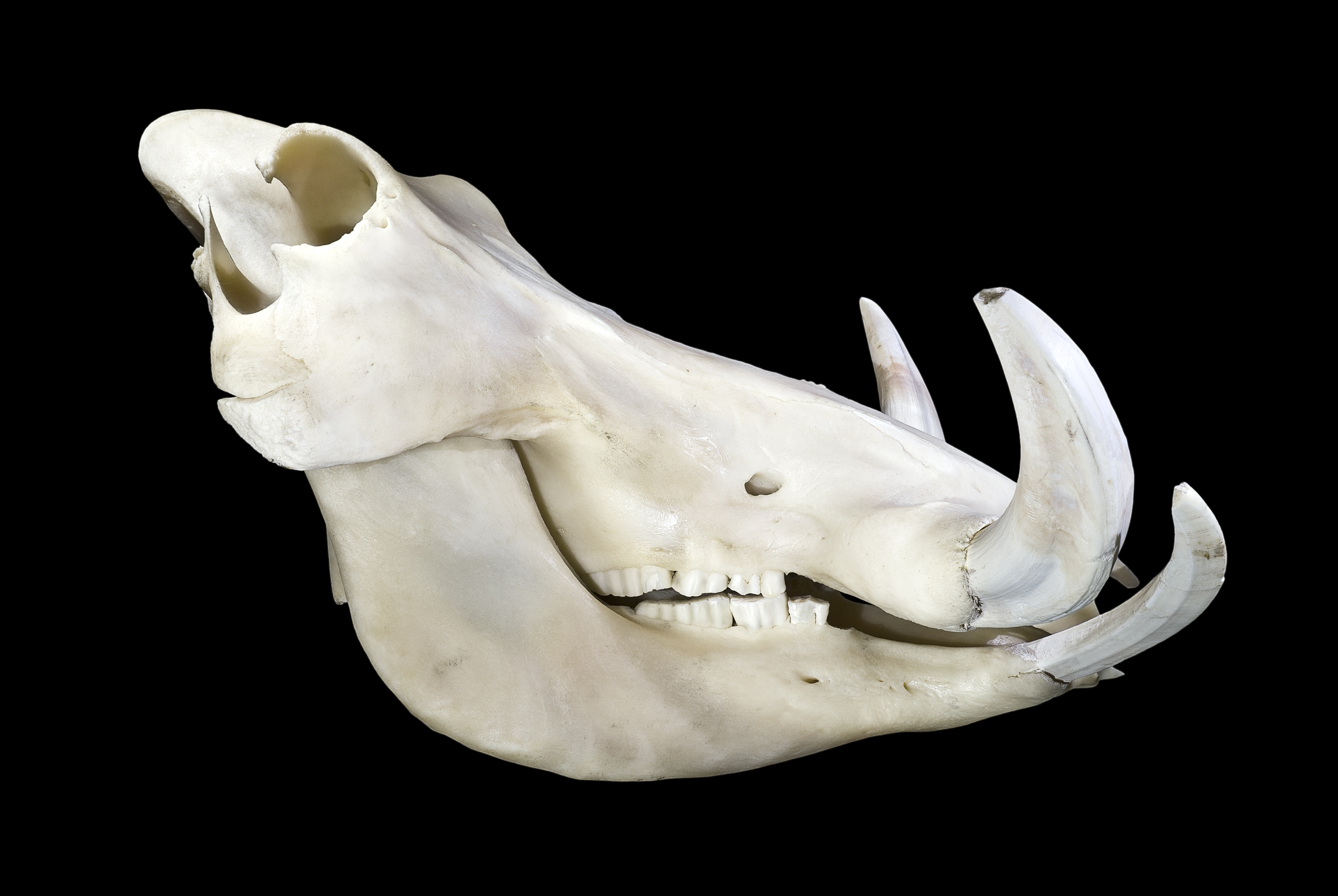
sọ
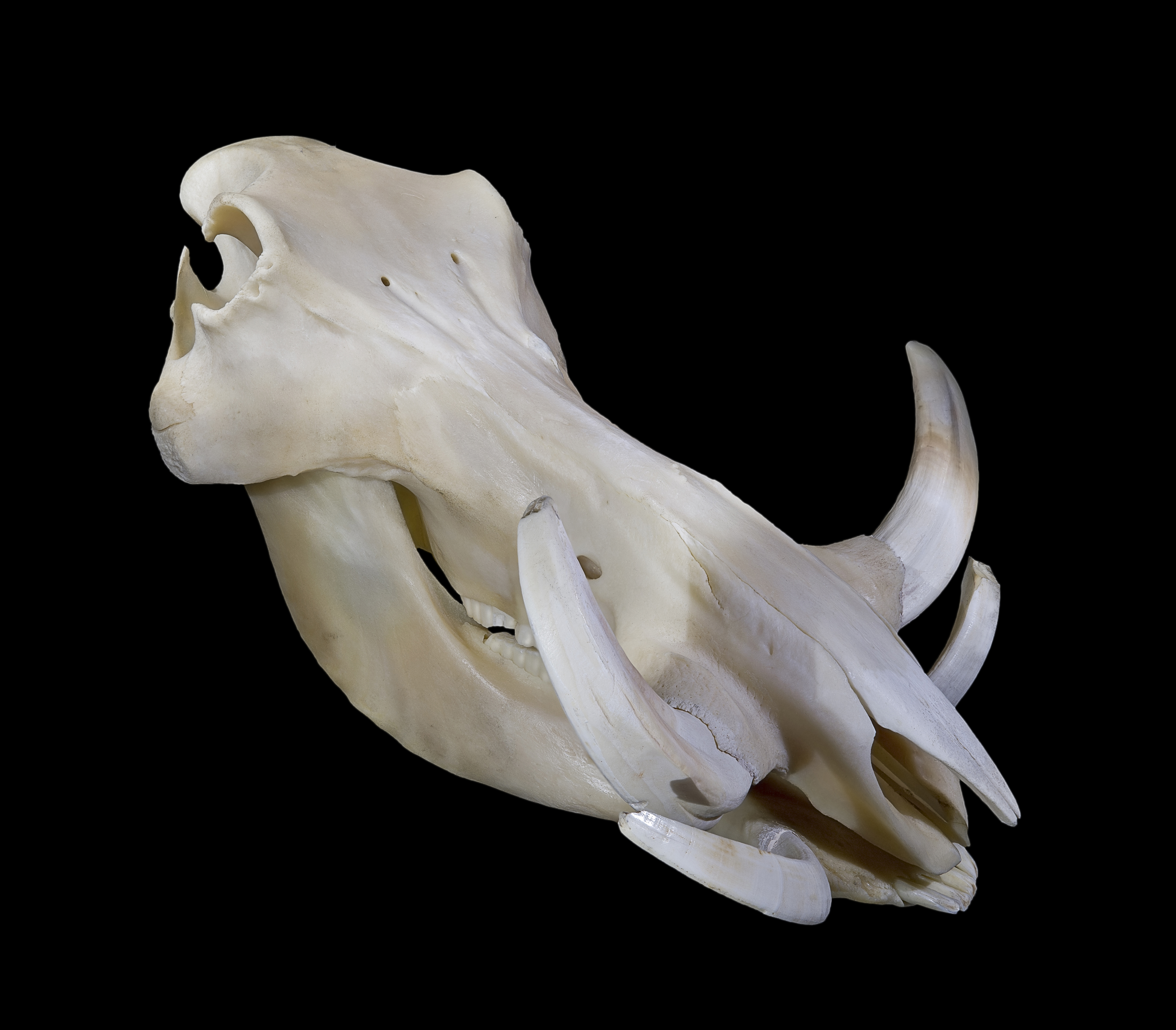
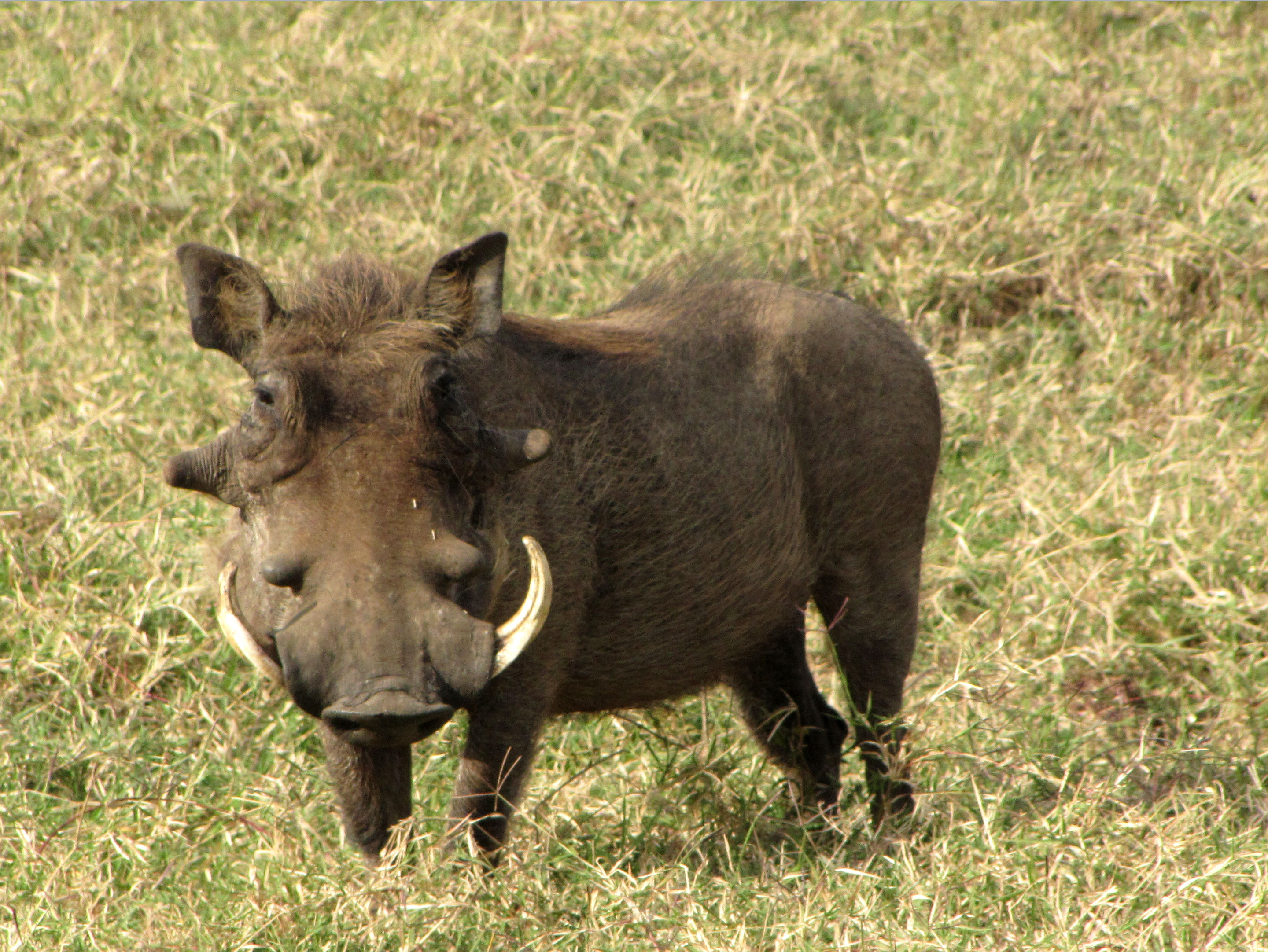
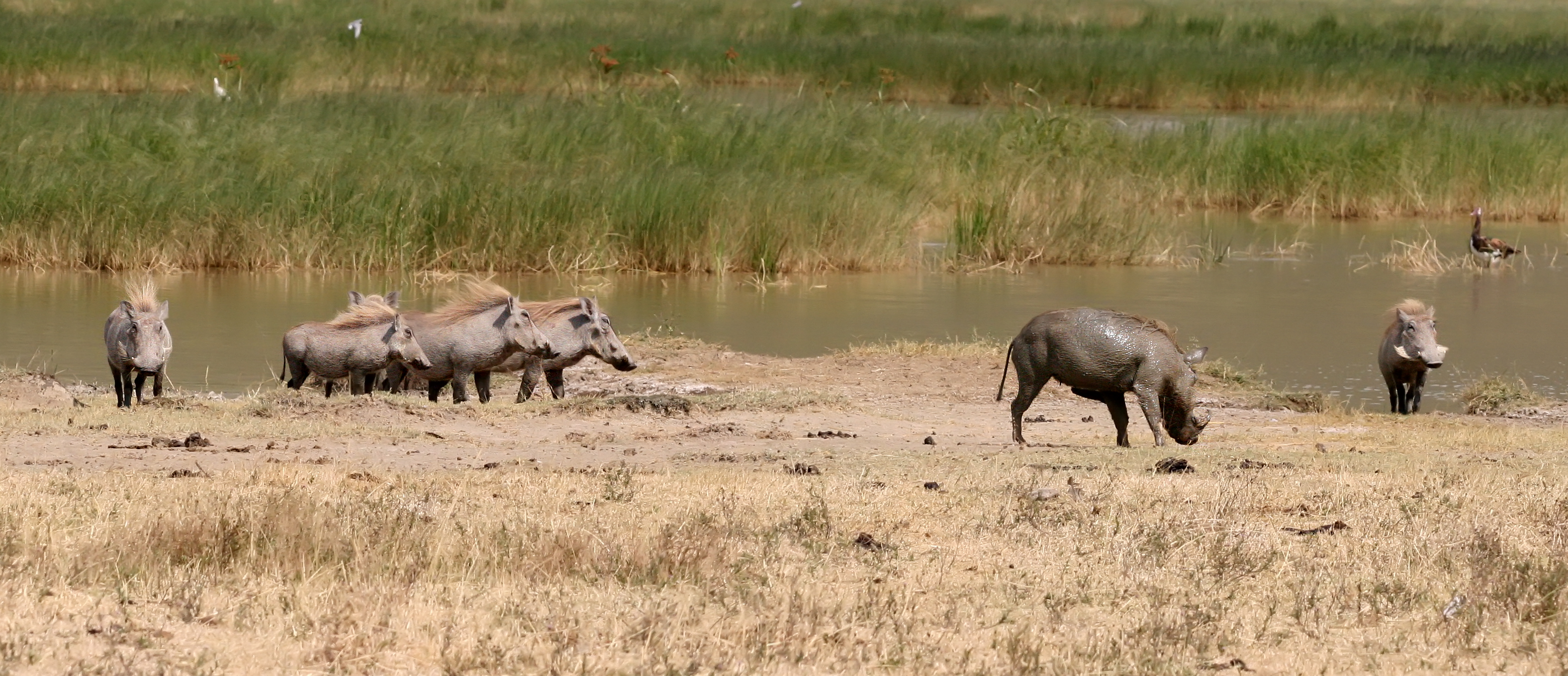
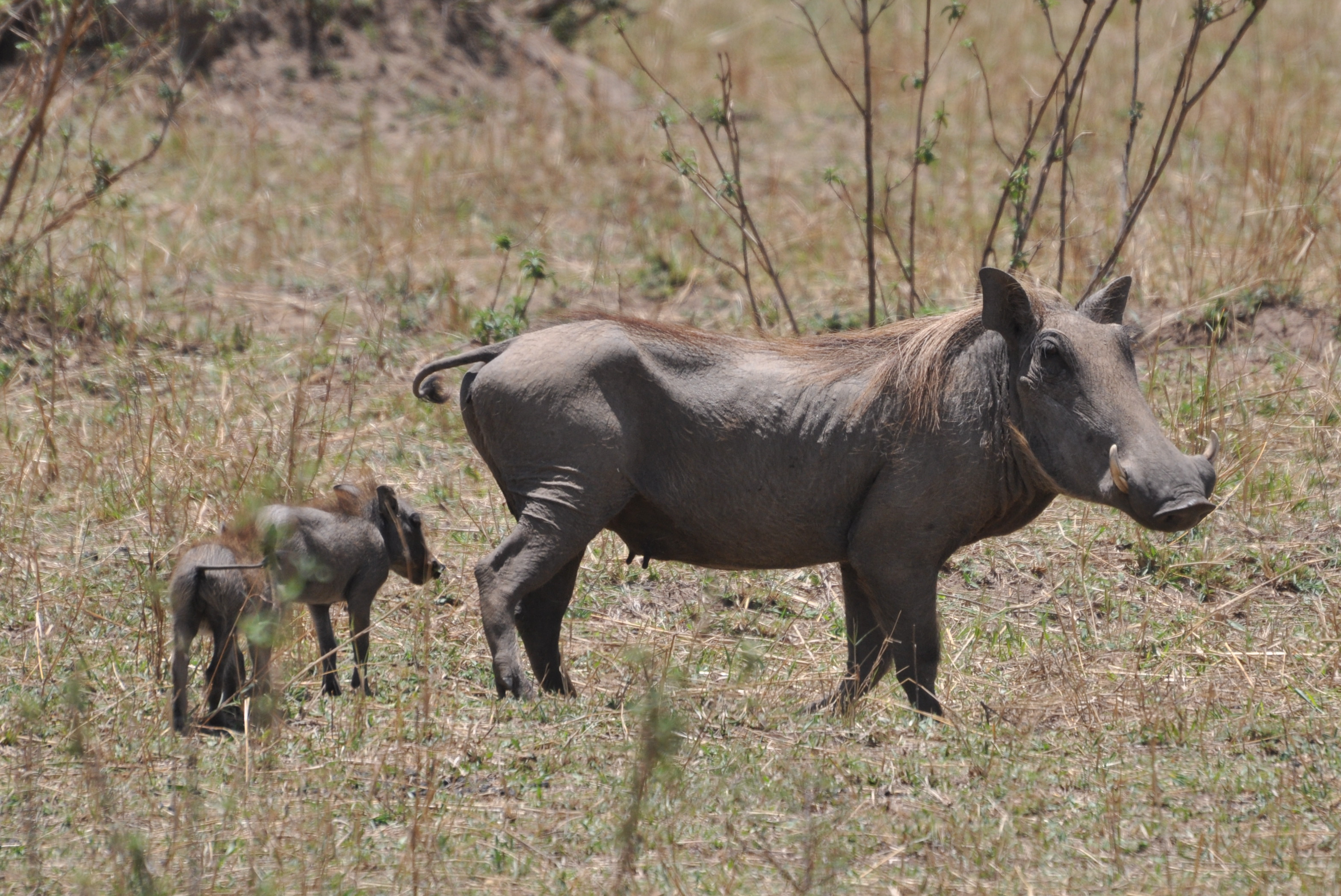

- video

## Phân loài
- P. a. africanus (Gmelin, 1788) – Burkina Faso, Bờ Biển Ngà, Cộng hòa Dân chủ Congo, Ethiopia, Ghana, Guiné-Bissau, Tchad, Mauritanie, Nigeria, Sénégal, Sudan
- P. a. aeliani Cretzschmar, 1828 – Eritrea, Ethiopia, Djibouti, Somalia
- P. a. massaicus Lönnberg, 1908 – Kenya, Tanzania
- P. a. sundevallii Lönnberg, 1908 – Botswana, Namibia, Cộng hòa Nam Phi, Zimbabwe